# Yassin El-Azzouzi
Pour les articles homonymes, voir El-Azzouzi.
Yassin El-Azzouzi, né le 13 janvier 1983 à Lunel (Hérault), est un footballeur franco-marocain. Il évolue en tant qu'attaquant.

## Biographie
Après une carrière chahutée dans les divisions du Championnat de France amateur de football, Yassin El-Azzouzi réalise en 2009-2010 une saison réussie sous les couleurs de Pacy Vallée-d'Eure Football, en National. 
Il signe l'année suivante au SC Bastia, qui vient d'être relégué en National. Il participe à la réalisation de l'objectif, une remontée immédiate en Ligue 2, l'équipe remportant même le championnat. Le club corse enlève dans la foulée le championnat de France de Ligue 2 en 2011-2012
.

## Palmarès
- Champion de France de Football de National en 2011 avec le SC Bastia
- Champion de France de Ligue 2 en 2012 avec le SC Bastia